# دونیه سلو، دانیلوگراد
دونیه سلو (به لاتین: Donje Selo) یک منطقهٔ مسکونی در مونته‌نگرو است که در شهرداری دانیلوگراد واقع شده‌است. دونیه سلو ۳۹۹ نفر جمعیت دارد.